# Општина Тритениј Де Жос (Клуж)
Тритениј Де Жос (рум. Tritenii De Jos) општина је у Румунији у округу Клуж.
Oпштина се налази на надморској висини од 355 m.